# Leia iturupensis
Leia iturupensis är en tvåvingeart som beskrevs av Zaitzev 2001. Leia iturupensis ingår i släktet Leia och familjen svampmyggor. Inga underarter finns listade i Catalogue of Life.